# Hägern
Hägern är en sjö i Oskarshamns kommun i Småland och ingår i Viråns huvudavrinningsområde. Sjön är 9,7 meter djup, har en yta på 0,643 kvadratkilometer och är belägen 54,3 meter över havet. Sjön avvattnas av vattendraget Virån.

## Delavrinningsområde
Hägern ingår i det delavrinningsområde (636664-152656) som SMHI kallar för Utloppet av Hägern. Medelhöjden är 79 meter över havet och ytan är 30 kvadratkilometer. Räknas de 14 avrinningsområdena uppströms in blir den ackumulerade arean 311,91 kvadratkilometer. Avrinningsområdets utflöde Virån mynnar i havet. Avrinningsområdet består mestadels av skog (81 procent). Avrinningsområdet har 1,1 kvadratkilometer vattenytor vilket ger det en sjöprocent på 3,7 procent. Bebyggelsen i området täcker en yta av 0,37 kvadratkilometer eller 1 procent av avrinningsområdet.